# Başpınar, Yenifakılı
Başpınar là một xã thuộc huyện Yenifakılı, tỉnh Yozgat, Thổ Nhĩ Kỳ. Dân số thời điểm năm 2010 là 82 người.